# 平戸市立田助小学校
平戸市立田助小学校（ひらどしりつ たすけしょうがっこう、Hirado City Tasuke Elementary School）は、長崎県平戸市大久保町にある公立小学校。平戸島最北端にある小学校である。

## 概要
歴史
1875年（明治8年）に開校した「第五大学区第四中学区田助小学校」を前身とする。2010年（平成22年）に創立135周年を迎えた。
校訓
「思いやりのある子ども・進んで学ぶ子ども・たくましい子ども」
校章
1974年（昭和49年）に創立100周年を記念して制定。伊藤昭二によって図案化された。
校歌
3番まであり、3番に校名の「田助小学」が登場する。
校区
中学校区は平戸市立平戸中学校。

## 沿革
前史
- 1868年（明治元年）頃 - 妙徳寺住職が寺子屋式子女教育を開始。

正史
- 1875年（明治8年）- 民家を借用し、「第五大学区第四中学区田助小学校」が創立。
- 1877年（明治10年）- 木造校舎が完成。
- 1880年（明治13年）- 「平戸小学校田助分校」となる。
- 1886年（明治19年）- 小学校令の公布により、「尋常平戸小学校田助分舎」と改称。
- 1894年（明治26年）- 「平戸尋常小学校田助分校」と改称。
- 1902年（明治34年）5月1日 - 小学校令改正により、平戸尋常小学校より分離し、「田助尋常小学校」として独立。
- 1911年（大正10年）
  - 高等科を併置し、「田助尋常高等小学校」に改称。
  - 田助実業補習学校を併置。
- 1928年（昭和3年）- 校舎を増築。
- 1935年（昭和10年）4月1日 - 青年学校令により、併置の田助実業補習学校が田助青年学校に改称。
- 1938年（昭和13年）- 校舎を改築し、木造2階建て校舎と講堂が完成。
- 1941年（昭和16年）4月1日 - 国民学校令により、「田助国民学校」に改称。
- 1947年（昭和22年）4月1日 - 学制改革（六・三制の実施）
  - 旧・田助国民学校の初等科が改組の上、「平戸町立田助小学校」となる。
  - 旧・田助国民学校の高等科と旧・田助青年学校は改組の上、平戸町立田助中学校となり、小学校に併設される。
- 1955年（昭和30年）1月1日 - 平戸町が市制施行で平戸市になったことにより、「平戸市立田助小学校」（現校名）に改称。
- 1960年（昭和35年）3月31日 - 平戸市立田助中学校が平戸市立平戸中学校に統合され、閉校。
- 1966年（昭和41年）- 防火用水池[1]が完成。
- 1971年（昭和46年）- 新校舎建設のための敷地造成が完了。
- 1972年（昭和47年）- 新校舎の東側半分が完成。
- 1973年（昭和48年）- 新校舎の西側半分が完成。
- 1974年（昭和49年）
  - 1月 - 校章を制定。
  - 3月 - 校旗を制定。
  - 11月 - 創立100周年記念式典・新校舎落成式を挙行。旧校地に田助運動公園が完成。
- 1975年（昭和50年）- 中庭に岩石園が完成。
- 1976年（昭和51年）- 体育館が完成。
- 1981年（昭和56年）4月 - 楽焼室が完成。
- 1987年（昭和62年）2月 - 創立110周年を記念して、桜20本を植樹。
- 1991年（平成3年）
  - 10月 - 校舎大改修工事が完了。ランチルームが新設。
  - 11月 - 生活科砂場が完成。
- 1992年（平成4年）9月 - プールが完成。
- 1994年（平成6年）10月- 受水槽を移転・新設。
- 1995年（平成7年）9月- 防犯システムを設置。
- 1999年（平成11年）3月 - 二宮金次郎像を中庭岩石園から校門に移設する。
- 2000年（平成12年）7月 - PTAにより、藤棚が設置。
- 2001年（平成13年）
  - 1月 - インターネットに接続を完了。
  - 4月 - 算数科において少人数制授業を開始。
  - 5月 - 洋式トイレを設置。
- 2002年（平成14年）
  - 2月 - 非常用インターホンを設置。
  - 4月 - 総合的な学習の時間に英会話の授業を開始。
- 2004年（平成16年）
  - 10月 - 各学級にパソコンを設置。
  - 11月 - 校内LANを整備。
- 2005年（平成17年）
  - 6月 - 田助ハイヤ節伝承館が完成。
  - 7月 - 防球ネットが完成。
  - 8月 - 固定遊具を設置。

## アクセス
最寄りのバス停
- 西肥バス 「田助学校前」バス停

最寄りの国道・県道
- 長崎県道153号田ノ浦平戸港線

## 周辺
- 田助ハイヤ節伝承館
- 田助在公民館
- 田助町公会堂
- 田助郵便局

## 関連事項
- 長崎県小学校一覧